# Дуличенко, Александр Дмитриевич
Алекса́ндр Дми́триевич Дуличе́нко (эст. Aleksandr Dulitšenko; род. 30 октября 1941 года, посёлок Высокий, Курганинский район, Краснодарский край, РСФСР, СССР) — советский и эстонский лингвист. Живёт и работает в Эстонии. Специалист в области теоретического и славянского языкознания, а также интерлингвистики и эсперантологии. Член Международного комитета славистов, Нью-Йоркской академии наук и Международной академии наук Сан-Марино.

## Биография
В 1966 году окончил филологический факультет Туркменского государственного университета им. М. Горького. С 1966 по 1968 и с 1970 по 1976 годы работал учителем средней школы села Гара Векил в Туркмении, в 1968—1970 годах — ассистент кафедры общего и русского языкознания Самаркандского университета в Узбекистане.
Ученик академика Н. И. Толстого; в 1974 году защитил в Москве кандидатскую диссертацию «Литературный русинский язык Югославии (очерк фонетики и морфологии)», посвящённую паннонско-русинскому языку. В 1980 году в Минске защитил докторскую диссертацию «Славянские литературные микроязыки. Вопросы формирования и развития», посвящённую уже 12 славянским литературным микроязыкам.
С 1976 года А. Д. Дуличенко живёт в Тарту и работает в Тартуском университете (с 1976 по 1980 год — старший преподаватель, с 1980 года — доцент, с 1982 года — профессор кафедры русского языка). В 1992 году в университете была основана кафедра славянской филологии, заведующим которой стал А. Д. Дуличенко (первоначально имел звание ординарного профессора, позднее — профессора-эмеритуса).

## Научная деятельность
А. Д. Дуличенко известен как авторитетный специалист по славянским литературным микроязыкам (в частности, по паннонско-русинскому, карпаторусинскому и кашубскому); ему принадлежит и авторство термина «славянские микроязыки», закрепившемуся в лингвистике с конца 1970-х годов. В частности, в издательстве Тартуского университета им в 2003—2004 гг. был опубликован двухтомник «Славянские литературные микроязыки. Образцы текстов», ставший своего рода энциклопедией, в которой представлены 18 славянских микроязыков.
В фундаментальном издании «Письменность и литературные языки Карпатской Руси. XV—XX вв.» (2008) А. Д. Дуличенко предпринял беспрецедентную попытку в рамках одного книжного тома представить образцы текстов, иллюстрирующие практически всю богатую и противоречивую историю письменности исторической Закарпатской Руси с самого начала её существования. При этом он собрал, систематизировал и прокомментировал весьма значительный объём разнообразного языкового материала. Во вступительной статье книги автор обсуждает причины возрождения европейских региональных литературных языков во второй половине ХХ — начале XXI вв., даёт историческую периодизацию развития литературных вариантов карпаторусинского языка и анализирует современное состояние языковых процессов в регионе.
Многие работы А. Д. Дуличенко посвящены интерлингвистике. Здесь он занимался историей интерлингвистики, вопросами функционирования плановых языков, разработкой истории их создания и научной систематики. В собранной им библиографии по международным вспомогательным языкам, включившей практически все известные проекты таких языков, отражено около 1000 различных лингвопроектов (первый вариант составленного Дуличенко хронологического индекса лингвопроектов, опубликованный в 1988 году, включал сведения о 916 проектах).
А. Д. Дуличенко был редактором издававшихся в Тарту альманахов по интерлингвистике — «Interlinguistica Tartuensis» (с 1982 по 1990 год вышло 7 томов с отчётами проходивших в Тарту коллоквиумов; после значительного перерыва в 2006 году опубликован 8-й том) — и славистике — «Slavica Tartuensia» (выходит с 1985 года). Член редколлегии международного журнала «Russian Linguistics» и редакционного совета журнала «Филологические науки».
В 2006 году в честь Дуличенко и в связи с его 65-летием выпущен сборник статей «Микроязыки, языки, интеръязыки». По мнению Хамфри Тонкина, данный сборник является важным вкладом в исследования по интерлингвистике и эсперантологии.

## Признание
- президент Международного комитета славистов (в 1994-м году)
- председатель Эстонского национального комитета славистов (в 1993-м году)
- президент Международной ассоциации по интерлингвистике (в 2005-м году)
- член исполнительного комитета Нью-Йоркской академии наук (1996)
- почётная степень доктора Трирского университета (2009)
- почётный член Тартуского общества эсперантистов
- Орден Белой звезды 4 класса (2003) (Эстонская республика)
- премия Фонда Александра фон Гумбольдта (2005)[18] — «за выдающиеся научные достижения в области славистики»

## Публикации
Профессор Дуличенко — автор свыше 500 трудов на более чем 20 языках, в том числе более полутора десятков монографий и книг на русском, эстонском, немецком, литовском языках, и двух на паннонско-русинском микроязыке.

### Отдельные издания
- Дуличенко А. Д. Славянские литературные микроязыки: вопросы формирования и развития. — Таллин: Валгус, 1981. — 323 с.
- Дуличенко А. Д. Советская интерлингвистика (Аннотированная библиография за 1946–1982 гг.). — Тарту: Тартуский гос. ун-т, 1983. — 88 с.
- Дуличенко А. Д. Српскохрватски jезик — Hrvatskosrpski jezik / Сербско-хорватский язык. Историко-культурные тексты. — Тарту: Тартуский гос. ун-т, 1986. — 140 с.
- Дуличенко А. Д. Общее языкознание. — Тарту: Тартуский гос. ун-т, 1987. — 73 с.
- Дуличенко А. Д. Международные вспомогательные языки. — Таллин: Валгус, 1990. — 448 с. — ISBN 5-440-00022-4.
- Дуличенко А. Д. Русский язык конца XX столетия. — München: Otto Sagner, 1994. — xii + 347 с. — (Slavistische Beiträge. Bd. 317). — ISBN 3-8769-0583-4.
- Дуличенко А. Д. Этносоциолингвистика «перестройки» в СССР. Антология запечатлённого времени. — München: Otto Sagner, 1999. — viii + 583 с. — (Slavistische Beiträge. Bd. 378). — ISBN 3-8769-0729-2.
- Дуличенко А. Д. Кнїжка о руским язику. Увод до рускей филолоґиї у документох и коментарох. — Нови Сад: Руске слово, 2002. — 223 с.
- Дуличенко А. Д. Славянские литературные микроязыки. Образцы текстов. Т. I. — Тарту: Изд-во Тартуского ун-та, 2003. — 419 с. — ISBN 9985-56-914-8.
- Дуличенко А. Д. Славянские литературные микроязыки. Образцы текстов. Т. II. — Тарту: Изд-во Тартуского ун-та, 2004. — 398 с. — ISBN 9985-56-914-8.
- Duliĉenko, Aleksandr. En la serĉado de la mondolingvo, aŭ interlingvistiko por ĉiuj. — Kaliningrado: Sezonoj, 2006. — 159 p.
- Дуличенко А. Д. История интерлингвистики. — М.: Высшая школа, 2007. — 184 с. — ISBN 978-5-06-005611-2.
- Дуличенко А. Д. Письменность и литературные языки Карпатской Руси. XV — XX вв. — Ужгород: Изд-во В. Падяка, 2008. — 904 с. — ISBN 978-966-387-020-5.
- Дуличенко А. Д. Введение в славянскую филологию. 2-е изд. — М.: Флинта, 2014. — 720 с. — ISBN 978-5-9765-0321-2.

### Статьи
- Duliĉenko, A. D. La lingvonimiko — ĝiaj esenco kaj problemoj // Scienca Revuo. — 1973. — № 24 (2-3). — С. 83—90..
- Дуличенко А. Д. Из истории интерлингвистической мысли в России // Проблемы интерлингвистики: Типология и эволюция международных искусственных языков / Отв. ред. М. И. Исаев. — М.: Наука, 1976. — 159 с. — С. 114—130. Архивировано из первоисточника 27 января 2012.
- Dulitšenko A. Interlingvistika minevikust ja tänapäevast. Venekeelsest käsikirjast tõlkinud Udo Uibo // Keel ja Kirjandus. — 1982. — № 6. — Lk. 288—295.
- Дуличенко А. Д. Интерлингвистика // Учёные записки Тартуского гос. ун-та. Вып. 613. — 1982. — (Interlinguistica Tartuensis I). — С. 68—93.
- Дуличенко А. Д. О некоторых направлениях лингвопроектирования в современной интерлингвистике // Учёные записки Тартуского гос. ун-та. Вып. 644. — 1983. — (Interlinguistica Tartuensis II). — С. 3—20.
- Дуличенко А. Д. Обзор важнейших интерлингвистических изучений в СССР // Учёные записки Тартуского гос. ун-та. Вып. 671. — 1984. — (Interlinguistica Tartuensis III). — С. 3—39.
- Дуличенко А. Д. Лингвосоциокультурное движение и язык (об эсперантизмах в русском языке) // Учёные записки Тартуского гос. ун-та. Вып. 775. — 1987. — (Interlinguistica Tartuensis IV). — С. 39—63.
- Dulichenko A. D. Esperanto: A Unique Model for General Linguistics // Language Problems and Language Planning, 1988, 12 (2). — P. 148—151.
- Дуличенко А. Д. Международный искусственный язык в практике: к столетию функционирования эсперанто // Учёные записки Тартуского гос. ун-та. Вып. 791. — 1988. — (Interlinguistica Tartuensis V). — С. 3—24.
- Дуличенко А. Д. Проекты всеобщих и международных языков (хронологический индекс со II по XX век) // Учёные записки Тартуского гос. ун-та. Вып. 791. — 1988. — С. 126—162. — (Interlinguistica Tartuensis V). — С. 126—162.
- Дуличенко А. Д. Интерлингвистика: сущность и проблемы // Учёные записки Тартуского гос. ун-та. Вып. 858. — 1989. — С. 18—41. — (Interlinguistica Tartuensis VI). — С. 18—41.
- Дуличенко А. Д. Международные искусственные языки: объект лингвистики и интерлингвистики // Вопросы языкознания. — 1995. — № 5. — С. 39—55.
- Dulitšenko A. Jakob Linzbachi filosoofilise keele printsiipidest. Lingvistilise semiootika allikad // Keel ja Kirjandus. — 2000. — № 1. — Lk. 25—31.
- Dulicenko A. D. Über die Prinzipien einer philosophischen Universalsprache von Jakob Linzbach // Zeitschrift für Semiotik, 2000, 22 (3/4). — S. 369—385.
- Дуличенко А. Д. Слово и человек в языках банту // Filologija. — 2005. — № 10. — P. 97—102.
- Дуличенко А. Д. Западнославянские языки. Кашубский язык // Языки мира. Славянские языки. — М.: Academia, 2005. — 656 с. — ISBN 5-87444-216-2. — С. 383—403.
- Дуличенко А. Д. Идея международного искусственного языка в дебрях ранней советской социолингвистики // Russian Linguistics, 2010, 34 (2). — P. 143—157.